# Daron Malakian and Scars on Broadway

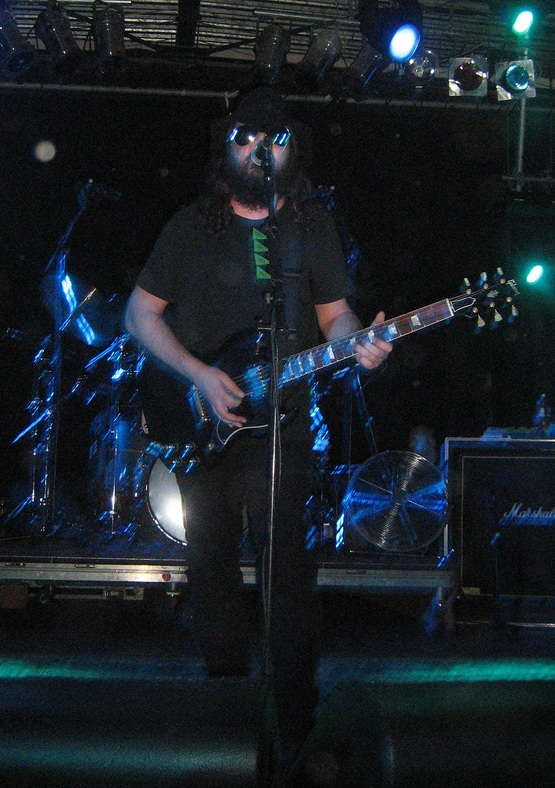
Daron Malakian 2008

Daron Malakian and Scars on Broadway (dawniej Scars on Broadway) – amerykański zespół heavymetalowy. Grupa powstała w 2003 roku w składzie Daron Malakian (gitara, śpiew), Greg Kelso (gitara), Shavo Odadjian (gitara basowa), Casey Chaos (śpiew) oraz Zach Hill (perkusja). W tym składzie formacja zarejestrowała demo zatytułowane Ghetto Blaster Rehearsals.
W 2006 roku Daron Malakian wznowił działalność projektu z udziałem perkusisty Johna Dolmayana. Debiutancki album formacji zatytułowany Scars on Broadway ukazał się w 2008 roku. Materiał został zarejestrowany w duecie. Tego samego roku do zespołu dołączył basista Dominic Cifarelli oraz gitarzysta i wokalista Franky Perez.

## Muzycy
Obecny skład zespołu
- Daron Malakian — wokal prowadzący, gitara basowa, instrumenty klawiszowe, gitara (2003, 2006–2008, od 2010)
- Orbel Babayan — gitara, wokal wspierający, sampler (od 2018)
- Niko Chantziantoniou — gitara basowa (od 2018)
- Roman Lomtadze — instrumenty perkusyjne (od 2018)

Byli członkowie zespołu
- John Dolmayan — instrumenty perkusyjne (2006–2009, 2010–2012)
- Franky Perez — wokal wspierający, gitara (2008–2009, 2010)
- Danny Shamoun — instrumenty klawiszowe, fortepian, instrumenty perkusyjne (2008–2009, 2010–2012)
- Dominic Cifarelli — gitara basowa, wokal wspierający (2008–2009, 2010–2012)
- Jules Pampena — instrumenty perkusyjne (2012)
- Shavo Odadjian — gitara basowa (2003)
- Greg Kelso — gitara (2003)
- Casey Chaos — wokal prowadzący (2003)
- Zach Hill — perkusja (2003)

## Dyskografia
| 2008 | Scars On Broadway - Data: 29 lipca 2008 - Wydawca: Interscope Records      | 88 | 22 | 43 | 26 | 58 | 23 |
| 2018 | Dictator - Data: 20 lipca 2018 - Wydawca: Scarred For Life                 | —  | —  | —  | —  | —  | —  |
| 2025 | Addicted To The Violence - Data: 18 lipca 2025 - Wydawca: Scarred For Life |    |    |    |    |    |    |

## Teledyski
| Rok  | Tytuł               | Reżyseria                              | Album                    |
| ---- | ------------------- | -------------------------------------- | ------------------------ |
| 2008 | "They Say"          | Paul Minor                             | Scars on Broadway        |
| 2008 | "World Long Gone"   | Joel Schumacher                        | Scars on Broadway        |
| 2018 | "Lives"             | Hayk Matevosyan                        | Dictator                 |
| 2019 | "Guns Are Loaded"   | Greg Watermann & Daron Malakian        | Dictator                 |
| 2025 | "Killing Spree"     | Lorenzo Diego Carrera & Daron Malakian | Addicted To The Violence |
| 2025 | "Destroy The Power" | Lorenzo Diego Carrera & Daron Malakian | Addicted To The Violence |